# (3984) Chacos
(3984) Chacos est un astéroïde de la ceinture principale.

## Description
(3984) Chacos est un astéroïde de la ceinture principale. Il fut découvert le 21 septembre 1984 à La Silla par Henri Debehogne. Il présente une orbite caractérisée par un demi-grand axe de 2,44 UA, une excentricité de 0,18 et une inclinaison de 2,9° par rapport à l'écliptique.

## Compléments